# Theodoros Branas
Theodoros Branas Komnenos (mittelgriechisch Θεόδωρος Βρανάς Κομνηνός, auch Theodosios Branas) war ein byzantinischer Adliger, der auf dem Vierten Kreuzzug für die Herrschaft über Konstantinopel von entscheidender Bedeutung war. Er wird vom Historiker Gottfried von Villehardouin li Vernas genannt.

## Leben
Theodoros war ein Sohn des Feldherrn Alexios Branas, der 1186/87 gegen Kaiser Isaak II. rebelliert hatte. Im Jahre 1193 wurde er Liebhaber der Agnes von Frankreich, Tochter des Königs Ludwig VII. und Schwester des Königs Philipp II. Agnes war aufgrund ihrer Ehen mit den byzantinischen Kaisern Alexios II. († 1183) und Andronikos I. († 1185) zweimal Kaiserin. 1195 wurde Theodoros von Alexios III. zum Kaisar erhoben, weil er ihn bei der Usurpation gegen seinen Bruder Isaak II. unterstützt hatte.
Theodoros heiratete Agnes im 1204. Sie waren für die Kreuzritter („Lateiner“) des Vierten Kreuzzugs eine unschätzbare Hilfe, nachdem sie 1204 Konstantinopel erobert und das Lateinische Kaiserreich errichtet hatten. Theodoros war einer der ersten Griechen, die die Lateiner unterstützten, und agierte als Botschafter Heinrichs von Flandern, als die Griechen aus Adrianopel und Demotica ihre Allianz mit dem Zaren Kalojan von Bulgarien lösen und ihre Städte dem Schutz der Lateiner unterstellen wollten.
Theodoros wurde Herr von Arpos (das die Lateiner Neapel nannten) und Adrianopel.